# 沙戈匹隆
沙戈匹隆是一种全合成的大环内酯类药物，属于埃博霉素的一种，化学式为C30H41NO6S。它用于抗癌的研究中。

## 合成
沙戈匹隆可以(-)-泛酰内酯、(R)-罗氏酯和4-氯-3-硝基苯甲酸为原料，经多步反应制得。